# La isla (película de 2005)
La isla (título original: The Island) es una película de thriller y ciencia ficción de 2005 dirigida y coproducida por Michael Bay y protagonizada, entre otros, por Ewan McGregor y Scarlett Johansson. La trama se centra en la lucha del personaje de McGregor por encajar en un mundo altamente estructurado en el cual vive, y la serie de eventos que se desarrollan cuando cuestiona cuán verdadero es ese mundo. Es descrita como un homenaje a las películas de «escape a las distopías» de ciencia ficción de las décadas de 1960 y 1970 como Fahrenheit 451, THX 1138, Parts: The Clonus Horror y Logan's Run.
La película, que costó 126 millones de dólares producir, recaudó casi 36 millones en Estados Unidos y 127 millones en el resto del mundo, logrando una recaudación total de 162 millones. En EE. UU. fue distribuida por DreamWorks Pictures y en el resto del mundo por Warner Bros. Pictures. La banda sonora original fue compuesta por Steve Jablonsky. Además fue la primera película dirigida por Michael Bay que no fue producida por Jerry Bruckheimer.

## Argumento
Es el año 2019. Lincoln Seis-Echo (Ewan McGregor) y Jordan Dos-Delta (Scarlett Johansson) se encuentran entre los cientos de residentes de una especie de campo de concentración. Dentro de ese lugar cuidadosamente vigilado, su vida cotidiana, como la de los demás, está rigurosamente controlada y llena de restricciones. La única salida -y la esperanza que todos comparten- consiste en ser elegidos para ir a «La isla», el único lugar del mundo que no ha sufrido los efectos contaminantes de un desastre ecológico que, al parecer, acabó con toda la humanidad, excepto los habitantes de esa zona. Lincoln, que vive atormentado por pesadillas inexplicables, se siente cada vez más inquieto, y su creciente curiosidad lo llevará a descubrir el terrible secreto: que todo es una mentira.
Lincoln descubre que es un clon creado para ser un banco de órganos para su original, Tom Lincoln. También descubre que Jordan y todos los demás son lo mismo. Decidido a salvarse y también a Jordan, huye con ella y descubre que nunca hubo esa catástrofe y que el mundo está bien. Sin embargo, el Doctor Merrick, que creó a todos para así ganar dinero dando a la gente la posibilidad de alargar sus vidas, envía un grupo de mercenarios para atraparlos y ambos tienen ahora que luchar por sus vidas y por la de los demás.

## Reparto
- Ewan McGregor - Lincoln Six Echo/Tom Lincoln
- Scarlett Johansson - Jordan Two Delta/Sarah Jordan
- Sean Bean - Doctor Merrick
- Djimon Hounsou - Albert Laurent
- Steve Buscemi - James McCord
- Michael Clarke Duncan - Starkweather Two-Delta/Jamil Starkweather
- Ethan Phillips - Jones Three-Echo
- Brian Stepanek - Gandu Three-Echo
- Noa Tishby - Anunciante de la comunidad
- Siobhan Flynn - Lima One-Alpha
- Kim Coates - Charles Whitman
- Tom Everett - Presidente de los Estados Unidos
- J. P. Manoux - Foxtrot
- Shawnee Smith - Suzie, la novia de McCord
- Richard F. Whiten - Miembro del equipo de Laurent

## Producción

### Rodaje

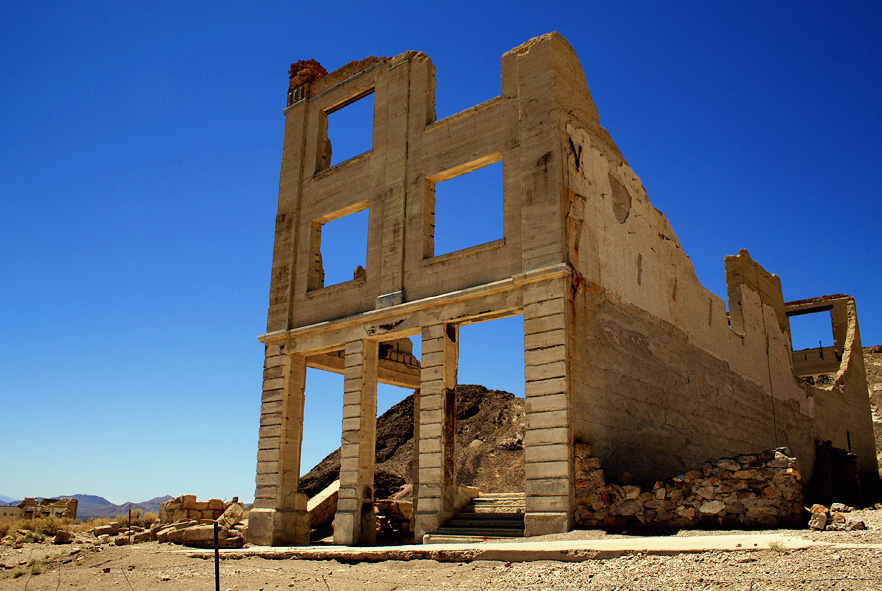
Ruinas en Rhyolite, Nevada.

La película se rodó durante 84 días entre 24 de octubre de 2004 y 22 de marzo de 2005.
Las edificaciones en ruinas donde Jordan y Lincoln duermen están en Rhyolite, Nevada. Las partes de la película ambientadas en la ciudad fueron filmadas en Detroit, Míchigan. Otras partes fueron filmadas en el Valle Coachella, California.

### Postproducción
La película cuenta con alrededor de 300 planos con efectos.

## Temas
Se considera que La isla tiene un gran parecido con 1984, de George Orwell, el cual narra la historia de un futuro donde el ser humano ha perdido su identidad, su capacidad de pensar por sí mismo y se encuentra dominado por el régimen del Gran Hermano; y el protagonista intenta rebelarse contra el mismo. En La isla también existe un control del individuo, a través de la manipulación y el engaño limitando las decisiones y el libre albedrío de sus habitantes, a través de promesas de un futuro próspero y felicidad.
En este universo, el ser humano se vuelve una mercancía, ya que los residentes existen con el fin de ser utilizados como "refacciones" (trasplantes de órganos) para salvar las vidas de aquellas personas que puedan costear el procedimiento. En este relato, el fin justifica los medios.

## Recepción
Pese a que fue un fracaso de taquilla en los Estados Unidos, esta película pudo compensarlo con los resultados positivos en el resto del mundo, mientras que los críticos apreciaron la película por tener cierta originalidad.
En 2022, el sitio Collider consideró esta la película más subestimada de Michael Bay y la más «cerebral», explicando que «mientras que ‘cerebral’ y ‘Michael Bay’ ni siquiera suenan como si pertenecieran a la misma oración, la película trata temas de identidad a lo largo de la trama». Agregó que «su elenco está a la altura de las circunstancias, Bay se apoya en los elementos más horribles de la clonación en la primera mitad de la película y la acción está templada por una historia con fuertes tonos filosóficos» y que «es una prueba de que no tiene que restringirse a la acción sin sentido». El sitio adjudicó parte de su fracaso en la taquilla a una mala campaña de marketing al mismo tiempo que tuvo que competir con Charlie y la fábrica de chocolate y Wedding Crashers.